# Warkworth Castle
Warkworth Castle et middelalderslot i byen af samme navn i county Northumberland ved floden Coquet mindre end 2 km fra Englands nordøstkyst. Det er usikkert, hvornår slottet blev grundlagt, men det bliver normalt tilskrevet pris Henrik af Skotland i midten af 1100-tallet. Den kan dog også være bygget af Henrik 2. af England, da han tog kontrol over Englands nordlige counties. Warkworth Castle bliver nævnt første gang i et dokument fra 1157–1164, da Henrik 2. gav slottet til Roger fitz Richard. Den eksisterende fæstning i træ blev betragtet som "svag" og blev efterladt uden forsvarere, da skotterner invaderede i 1173.
Rogers søn Robert arvede borgen og forbedrede den. Robert var en af kong Johns favoritter, og han besøgte derfor stedet i 1213. Borgen var i familien, med i perioder var det blev varetaget af værger, når ejerne var for unge. Kong Edvard 1. ovrenattede der i 1292, og John de Clavering, der var efterkommer Roger fitz Richard, gjorde kronen til sin arving. Ved udbruddet af den skotske uafhængighedskrig investerede Edvard 2. i flere borge, heriblandt Warkworth Castle, hvor han betalte en større garnison i 1319. Den blev belejret to gange i 1327 af skotterne, dog uden succes.
John de Clavering døde her i 1332 og hans kone i 1345, hvorefter Henry de Percy, 2. Baron Percy tog kontrol over Warkworth Castle, da han var lovet Claverings ejendom af Edvard 3.. Henry Percy, 1. jarl af Northumberland tilføgede et keep med udsigt over landsbyen i slutningen af 1300-tallet. Den fjerde jarl ombyggede bygninger på baileyen og begyndte opførelsen af en kirke på borgen, men arbejdet blev stoppet efter hans død. Algernon Percy, 10. jarl af Northumberland støttede rundhovederne under den engelske borgerkrig, og borgen blev beskadiget. Den sidste jarl døde i 1670. I midten af 1700-tallet kom Warkworth Castle på Hugh Smithsons hænder. Han giftede sig med en efterkommer af Percy-familien. Han tog navnet "Percy" og grundlaget dynastiet som hertug af Northumberland.
I slutningen af 1800-tallet ombyggede hertugerne slottet, og Anthony Salvin blev bestilt til at restaurere keepet. Alan Percy, 8. hertug af Northumberland overddrog varetagelsen af slottet til Office of Works i 1922. Siden 1984 har English Heritage drevet stedet, der er fredet af 1. grad og Scheduled Ancient Monument.